# Морель, Эухенио
Эухе́нио Море́ль (исп. Eugenio Morel; 1 января 1950, Асунсьон, Парагвай) — парагвайский футболист. Эухенио Морель был быстрым «левоногим» футболистом, действовавшим на позиции левого форварда.

## Карьера
Эухенио Морель родился в 1950 году в Асунсьоне, но когда мальчику исполнилось 7 лет, его семья переехала в Аргентину, в район Большого Буэнос-Айреса.
За «Расинг» из Авельянеды Морель впервые сыграл в 1969 году, а в Примере дебютировал в через год. В 1972 году он некоторое время провёл в «Тальересе» из Ремедиос-де-Эскалада, а затем вернулся в «Академию». С 1974 по 1979 год Морель выступал за парагвайский «Либертад», в составе которого в 1976 году стал чемпионом страны.
В 1979 году Эухенио стал лучшим бомбардиром Кубка Америки, который во второй раз проходил по схеме без определённой страны-хозяйки. Он отметился дублем в ворота сборной Уругвая в решающем матче группового этапа, прошедшем на Сентенарио. Оба раза парагвайцам удавалось сравнивать счёт. В итоге, «гуарани» опередили одну из самых титулованных сборных мира и прошли в полуфинал. На этой стадии Эухенио забил свой четвёртый мяч в турнире, открыв счёт в первой игре против сборной Бразилии ударом через в падении через себя («бисиклетой»). Парагвай выиграл матч на своём стадионе Дефенсорес-дель-Чако (2:1), а на Маракане сумел сыграть вничью (2:2) и выйти в финал.
Первый финальный матч парагвайцы выиграли у сборной Чили со счётом 3:0, хотя Эухенио не сумел отличиться забитым голом. На 17-й минуте второго матча, прошедшего на Национальном стадионе в Сантьяго, Эухенио Морель и полузащитник хозяев Эдуардо Бонвалье удостоились обоюдного удаления от уругвайского арбитра Рамона Баррето и оба были вынуждены пропустить третий матч, который прошёл в Буэнос-Айресе на стадионе Хосе Амальфитани в присутствии всего лишь 6 тысяч зрителей (домашнюю игру чилийцы выиграли 1:0, а правило лучшей разницы забитых и пропущенных мячей тогда ещё не применяли). После того, как Парагвай и Чили сыграли основное и дополнительное время вничью (0:0), КОНМЕБОЛ всё же решила присудить победу Парагваю из-за лучшей разницы мячей в первых двух матчах финала. Кроме Эухенио Мореля 4 мяча на Кубке Америки 1979 года забил также чилиец Хорхе Передо.
После победы со сборной, Эухенио начали поступать предложения из иностранных клубов. В 1980 году Морель перешёл в «Архентинос Хуниорс», где его партнёром стал Диего Марадона. С Марадоной Морель образовал мощнейшую связку, которая просуществовала лишь сезон.
В 1982 году, когда Марадона ушёл в «Боку», сам Морель принял предложение от «Сан-Лоренсо». Однако он не смог уже показывать своего прежнего уровня и позже перешёл в «Серро Портеньо», а далее — в боливийский «Ориенте Петролеро». С 1986 по 1996 год Эухенио Морель периодически выступал за разные профессиональные и полу-профессиональные команды Парагвая, повесив бутсы на гвоздь лишь в возрасте 46 лет.
Сын Эухенио Клаудио Марсело Морель Родригес также стал футболистом, одним из лучших левых защитников в парагвайской сборной 2000-х годов, участником чемпионатов мира.

## Титулы и достижения
- Чемпион Парагвая (1): 1976
- Чемпион Аргентины (1): 1980 (Метрополитано)
- Победитель Кубка Америки (1): 1979
- Лучший бомбардир Кубка Америки (1): 1979